# テオドロス2世パレオロゴス
テオドロス2世パレオロゴス（Θεόδωρος Β' Παλαιολόγος, ローマ字転写:Theodoros II Palaiologos, 1399年頃 - 1448年6月27日）は、東ローマ帝国地方統治者、モレアス専制公（在任：1407年6月24日 - 1443年3月）、帝位継承候補・トラキア沿岸地方統治者（在任：1443年3月 - 1448年6月1日）。マヌエル2世パレオロゴス帝と皇后ヘレネ・ドラガシュの次子。中世ギリシア語表記ではセオドロス2世パレオロゴス。

## 生涯
1403年にコンスタンティノポリスを訪問したカスティリャ王国の使節ルイ・ゴンサレス・デ・クラヴィホ はマヌエル2世に謁見しているが、その際、同席した皇后が皇太子ヨハネスと、年少の弟二人を伴っていた事を記している。その一人がテオドロス2世であった。
1407年、同名の叔父テオドロス1世パレオロゴスの死去に伴い幼少ながらモレアス専制公に就任する。しかし無論実際上の統治は不可能であったので、1415年には父マヌエルが、1416年から1417年にかけては兄ヨハネス8世パレオロゴスが、それぞれペロポネソス半島を訪問して統治を手助けしている。また、マヌエル2世は息子の助言役として高名な学者ゲオルギオス・ゲミストス・プレトン（プリソン）を指名し、プレトンはこれに応えてモレアス専制公領再建の為の『建白書』を提出した。これはあまり実行に移されなかったものの、テオドロスは彼の尽力に好意を持ちいくつかの特権贈与でこれに報いた。
1417年にはまだ幼い末弟トーマースがペロポネソス半島に来訪し、テオドロスはこれを将来の共同統治者として扶養した。1418年以降、自ら政務を執り、1421年1月19日にはローマ教皇の親族であったクレオパ・マラテスタ（ペーザロ領主マラテスタ4世の娘）と結婚する。これは父マヌエル2世がローマ側に示した東西教会関係改善の一案であった（その他の息子についてもカトリック君主の娘との婚約を計画していたが、実際に結婚したのは弟コンスタンティノスとトーマースだけであった）。同じ頃、テオドロスはエピロス専制公でペロポネソス半島の一部を領有するカルロ1世トッコとの戦争を有利に推し進めている。
テオドロスは高い知性の持ち主であったが、精神的に不安定な面があり、帝位を狙う野心を見せる一方で修道士としての静謐な生活を希求してもいた。1427年、彼は兄帝ヨハネス8世に突然の引退と修道士入りを申し出る。これに驚いたヨハネス帝は急遽弟コンスタンティノスを伴いペロポネソス半島に赴くが、彼らが半島に到着した時テオドロスは再び統治への意欲を回復しており、兄弟間の関係は緊張をはらむものとなった。翌1428年、ヨハネス帝の説得によりテオドロスはコンスタンティノス、及び先に半島に来ていたトーマースと共に統治権を分担する事に同意する。
しかし、パトラやアカイア公国の併合という輝かしい功績を挙げたコンスタンティノス、トーマースとテオドロスとの関係は次第に悪化し、特にコンスタンティノスとは跡継ぎのないヨハネス帝の後継者の地位を巡って公然たる対立に至った。両者は1436年には武力によるにらみ合いまで発展し、ヨハネス帝の仲裁で漸く停戦に漕ぎ着ける有様であった。1443年に最終的な決定が下され、テオドロス2世はモレアス専制公領に於ける全ての権限をコンスタンディノスに移譲し、自らは帝位継承候補として、首都コンスタンティノポリスに近いマルマラ海沿岸のトラキア領土(セリュンブリアを中心とする)の統治職に就いた。
しかし、テオドロスは帝位への欲求を実現させることなく死去する。1448年6月27日、彼はセリュンブリアにてペストに罹病し、叔父同様に修道士テオドレトスと改名して死去した。兄ヨハネスの死はその僅か四ヶ月後である。

## 家族と子孫
テオドロスと妻クレオパ・マラテスタ（Cleopa Malatesta, 1433年4月10日没）との間には一女が生まれた。
- エレニ・パレオロギナ（1428年 - 1458年） - 1442年2月3日にキプロス王ジャン2世と結婚